# Hemiancistrus meizospilos
Hemiancistrus meizospilos är en fiskart som beskrevs av Cardoso och Da Silva 2004. Hemiancistrus meizospilos ingår i släktet Hemiancistrus och familjen Loricariidae. Inga underarter finns listade i Catalogue of Life.